# Treillières
Treillières (bretonsko Trelier) je naselje in občina v francoskem departmaju Loire-Atlantique regije Loire. Leta 2012 je naselje imelo 8.136 prebivalcev.

## Geografija
Kraj leži v pokrajini Bretaniji ob reki Gesvres, 14 km severozahodno od Nantesa.

## Uprava
Občina Treillières skupaj s sosednjimi občinami La Chapelle-sur-Erdre, Fay-de-Bretagne, Grandchamps-des-Fontaines, Sucé-sur-Erdre in Vigneux-de-Bretagne sestavlja kanton La Chapelle-sur-Erdre; slednji se nahaja v okrožju Nantes.

## Zanimivosti
- neoklasicistična cerkev sv. Simforijana iz 19. stoletja,
- kapela Notre-Dame-des-Dons, le Bois des Dons, 15. stoletje.